# اوربان گاد

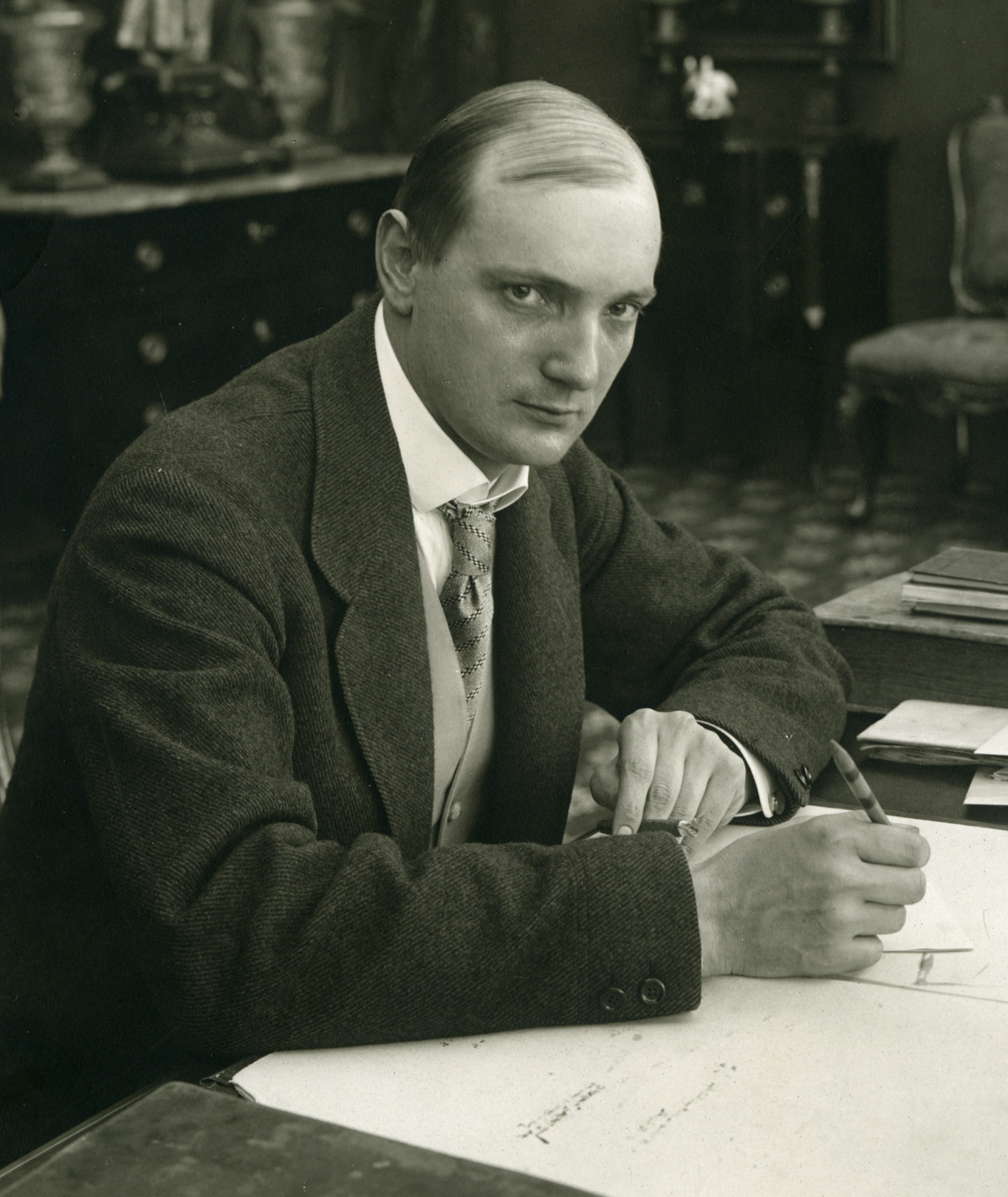
نگاره‌ای از پیتر اوربان گاد، کارگردان اهل دانمارک

پیتر اوربان گاد (دانمارکی: Peter Urban Gad؛ زادهٔ ۱۲ فوریه ۱۸۷۹ - درگذشتهٔ ۲۶ دسامبر ۱۹۴۷) کارگردان و سینماگر اهل دانمارک بود. او بین سال‌های ۱۹۱۰ تا ۱۹۲۷، چهل فیلم ساخت. نخستین فیلم او که یکی از مهمترین آثار اوست ورطه نام دارد. همسر اوربان گاد، آستا نیلسن در سی فیلم او بازی کرده‌است.